# Pisma Starochrześcijańskich Pisarzy
Pisma Starochrześcijańskich Pisarzy – seria źródeł dotyczących antyku chrześcijańskiego ukazująca się w Warszawie od 1969 roku nakładem Akademii Teologii Katolickiej/Uniwersytetu Kardynała Stefana Wyszyńskiego. Jej inicjatorem był ks. Marian Michalski, kolejnym redaktorem był Emil Stanula a następnie Wincenty Myszor.

## Tomy wydane w ramach serii
- św. Cyprian, Listy, oprac. Emil Stanula, tłum. Władysław Wojciech Szołdrski; wstęp Marian Michalski, Warszawa: Akademia Teologii Katolickiej 1969.
- św. Grzegorz Wielki, Dialogi, tł. Władysław Wojciech Szołdrski; oprac. Emil Stanula; wstęp Jacek Stanisław Bojarski, Warszawa: Akademia Teologii Katolickiej 1970.
- św. Grzegorz Wielki, Homilie na Ewangelie, tł. Władysław Wojciech Szołdrski; oprac. Mieczysław Maliński; wstęp Jacek Stanisław Bojarski, Warszawa: Akademia Teologii Katolickiej 1970.
- św. Ambroży, Hexaemeron, tł. Władysław Wojciech Szołdrski; oprac. Wincenty Myszor; wstęp Andrzej Bogucki, Warszawa: Akademia Teologii Katolickiej 1969.
- Tertulian, Wybór pism, tł. Emil Stanula, Wojciech Kania, Wincenty Myszor; oprac. W. Myszor, E. Stanula; wstęp E. Stanula, Warszawa: Akademia Teologii Katolickiej 1970.
- św. Hieronim, O znakomitych mężach, tł. Władysław Wojciech Szołdrski; koment. zaopatrzył Jan Maria Szymusiak; wstęp Jacek St. Bojarski, Eteria, Pielgrzymka do miejsc świętych, tł. Władysław Wojciech Szołdrski; oprac. Andrzej Bogucki, Warszawa: Akademia Teologii Katolickiej 1970.
- św. Ambroży, Wybór pism, tł. Władysław Wojciech Szołdrski; wstęp Cyryl Andrzej Guryn; oprac. C. A. Guryn i Emil Stanula, Warszawa: Akademia Teologii Katolickiej 1971.
- św. Jan Chryzostom, Homilie i kazania wybrane, tł. Wojciech Kania; oprac. i opatrzył wstępem Jacek St. Bojarski, Warszawa: Akademia Teologii Katolickiej 1971.
- Św. Cyryl Jerozolimski, Katechezy, tł. Wojciech Kania; oprac. Mateusz Andrzej Bogucki; wstęp Jacek St. Bojarski, Warszawa: Akademia Teologii Katolickiej 1973.
- św. Hieronim, Żywoty mnichów ; Dialog przeciw pelagianom, tł. Władysław Wojciech Szołdrski; oprac. i opatrzył wstępem Wincenty Myszor, Warszawa: Akademia Teologii Katolickiej 1973.
- św. Efrem, Cyryllonas, Balaj, Wybrane pieśni i poematy syryjskie, tł. Wojciech Kania; oprac. i wstęp Wincenty Myszor, Warszawa: Akademia Teologii Katolickiej 1973.
- św. Augustyn, Wybór mów: kazania świąteczne i okolicznościowe, tł. Jan Jaworski; wstęp i oprac. Emil Stanula, Warszawa: Akademia Teologii Katolickiej 1973.
- św. Jan Chryzostom, Wybór pism: modlitwy liturgiczne: pisma o charakterze wychowawczym, tł. Henryk Paprocki, Wojciech Kania; wstęp i oprac. H. Paprocki, Anna Słomczyńska, Warszawa: Akademia Teologii Katolickiej 1974.
- św. Grzegorz z Nyssy, Wybór pism, tł. Wojciech Kania; wstęp i oprac. Emil Stanula, Warszawa: Akademia Teologii Katolickiej 1974.
- św. Augustyn, Homilie na Ewangelie i pierwszy list św. Jana. Cz. 1, Homilie 1-46 na Ewangelie św. Jana, tł. Władysław Wojciech Szołdrski, Wojciech Kania; wstęp, oprac. Emil Stanula, Warszawa: Akademia Teologii Katolickiej 1977.
- św. Augustyn, Homilie 47-124 na Ewangelie św. Jana ; Homilie 1-10 na pierwszy list św. Jana, tł. Władysław Wojciech Szołdrski, Wojciech Kania; wstęp, oprac. Emil Stanula, Warszawa: Akademia Teologii Katolickiej 1977.
- św. Ambroży, Wykład Ewangelii według św. Łukasza, tł. Władysław Wojciech Szołdrski; oprac. i wstępem opatrzył Andrzej Bogucki, Warszawa: Akademia Teologii Katolickiej 1977.
- Orygenes, Przeciw Celsusowi, z. 1-2, tł. Stanisław Kalinkowski; wstęp S. Kalinkowski i Emil Stanula; oprac. S. Kalinkowski, Wincenty Myszor, E. Stanula, Warszawa: Akademia Teologii Katolickiej 1977.
- św. Augustyn, Przeciw Julianowi, z. 1-2, tł., wstęp Wacław Eborowicz; oprac. W. Eborowicz, Emil Stanula, Warszawa: Akademia Teologii Katolickiej 1977.
- św. Atanazy Wielki, Apologie, tł. wstęp i oprac. Jan Ożóg; przygot. do dr. Stanisław Kalinkowski, Emil Stanula, Warszawa: Akademia Teologii Katolickiej 1979.
- św. Augustyn, O nauce chrześcijańskiej; Sprostowania, tł., wstęp i oprac. Jan Sulowski; przygot. do wydania Emil Stanula, Warszawa: Akademia Teologii Katolickiej 1979.
- Orygenes, O zasadach, przeł. Stanisław Kalinkowski; wstęp, oprac. S. Kalinkowski, Wincenty Myszor, Emil Stanula, Warszawa: Akademia Teologii Katolickiej 1979.
- św. Metody z Olimpu, Uczta; Homilie o Pieśni nad Pieśniami; Zachęta do męczeństwa, przeł. Stanisław Kalinkowski; wstęp i oprac. Emil Stanula, Warszawa: Akademia Teologii Katolickiej 1980.
- św. Augustyn, Pisma egzegetyczne przeciw manichejczykom, tł. Jan Sulowski; wstęp i oprac. Wincenty Myszor; tł. przygot. do dr. St. Kalinkowski, W. Myszor, K. Obrycki, E. Stanula, Warszawa: Akademia Teologii Katolickiej 1980.
- Starożytne Reguły Zakonne, przekł. zbiorowy, wybór, wstępy, oprac. Marek Starowieyski; oprac. red. Emil Stanula, Warszawa: Akademia Teologii Katolickiej 1980.
- św. Doroteusz z Gazy, Nauki ascetyczne, tł. Małgorzata Borkowska; wstęp i oprac. M. Borkowska, Emil Stanula, Warszawa: Akademia Teologii Katolickiej 1980.
- Orygenes, Komentarz do Ewangelii św. Jana, cz. 1-2, przeł. Stanisław Kalinkowski; wstęp Wincenty Myszor, Emil Stanula; Warszawa: Akademia Teologii Katolickiej 1981.
- Tertulian, Wybór pism, Warszawa : Akademia Teologii Katolickiej 1983.
- Orygenes, Homilie o Księgach Rodzaju, Wyjścia, Kapłańskiej, przeł. i oprac. Stanisław Kalinkowski; wstęp Emil Stanula, Warszawa: Akademia Teologii Katolickiej 1984.
- Apoftegmaty Ojców Pustyni, t. 1-2, przeł. Małgorzata Borkowska, Marek Starowieyski, Marek Rymuza; wstępy Elżbieta  Makowiecka, M. Starowieyski, Ewa Wipszycka; tablica porównawcza Lucien Regnault; oprac. i wybór M. Starowieyski, Warszawa: Akademia Teologii Katolickiej 1986.
- Prudencjusz, Poezje, przeł. wstęp i oprac. Mieczysław Brożek, Warszawa: Akademia Teologii Katolickiej 1987.
- Apologie, przeł. Marian Szarmach, Anna Świderkówna, Jan Sołowianiuk; wstępy i oprac. Marian Szarmach, Jan Sołowianiuk; red. Emil Stanula, Warszawa: Akademia Teologii Katolickiej 1988.
- Ojcowie apostolscy, przeł. i przypisy Anna Świderkówna; wstęp i oprac. Wincenty Myszor, Warszawa: Akademia Teologii Katolickiej 1990.
- św. Augustyn, Problemy Heptateuchu. Cz. 1, Księgi Rodzaju, Wyjścia, Kapłańska, Liczb, przeł. Jan Sulowski; wstęp i oprac. Emil Stanula, Warszawa: Akademia Teologii Katolickiej 1990.
- św. Augustyn, Problemy Heptateuchu. Cz. 2, Księgi Powtórzonego Prawa, Jozuego, Sędziów, Sposoby mówienia Heptateuchu, Osiem problemów ze Starego Testamentu, przeł. Jan Sulowski; wstęp i oprac. Emil Stanula, Warszawa: Akademia Teologii Katolickiej 1990.
- św. Augustyn, O kazaniu Pana na górze; Do Symplicjana o różnych problemach; Problemy ewangeliczne, tł. Stefan Ryznar, Jan Sulowski; wstęp i oprac. tł. Emil Stanula, Warszawa: Akademia Teologii Katolickiej 1989.
- Chromacjusz z Akwilei, Kazania i homilie, tł. Stefan Ryznar; wstęp i oprac. Emil Stanula, Warszawa: Akademia Teologii Katolickiej 1990.
- św. Augustyn, O zgodności Ewangelistów, tł. Jan Sulowski; wstęp, oprac., red. tomu Emil Stanula, Warszawa: Akademia Teologii Katolickiej 1989.
- św. Hieronim, Apologia przeciw Rufinowi, tł. Stefan Ryznar; wstęp, oprac. Emil Stanula, Warszawa: Akademia Teologii Katolickiej 1989.
- św. Cezary z Arles, Kazania, tł. Stefan Ryznar; wstęp i oprac. Emil Stanula, Warszawa: Akademia Teologii Katolickiej 1989.
- Kommodian, Poezje, przeł. wstęp, oprac. Piotr Gruszka, Warszawa: Akademia Teologii Katolickiej 1990.
- św. Augustyn, Pisma przeciw manichejczykom : o pożytku wiary - o dwóch duszach, tł. Jan Sulowski; wstęp i oprac. Wincenty Myszor; Warszawa: Akademia Teologii Katolickiej 1990.
- Orygenes, Komentarz do Listu świętego Pawła do Rzymian. Cz. 1-2, tł. Stanisław Kalinkowski; wstęp Emil Stanula; oprac. S. Kalinkowski, E. Stanula, Warszawa: Wydawnictwa Akademii Teologii Katolickiej 1994.
- Tertulian, Przeciw Marcjonowi, przeł. Stefan Ryznar; wstęp, oprac. Wincenty Myszor, Warszawa: Akademia Teologii Katolickiej 1994.
- Quodvultdeus, Księga obietnic i zapowiedzi Bożych, przeł. i oprac. Elżbieta Kolbus; wstęp Jan Gliściński; konsultacja Emil Stanula, Warszawa: Akademia Teologii Katolickiej 1994.
- św. Kolumban, Pisma, Jonasz z Bobbio, Żywot Kolumbana, wstęp, oprac. i koment. Jerzy Strzelczyk; przekł. Elżbieta Zakrzewska-Gębka, Stanisław Kalinkowski, Aleksander Mikołajczak, Warszawa: Wydawnictwa Akademii Teologii Katolickiej 1995.
- Atanazy z Aleksandrii, O wcieleniu Słowa, przeł., wprowadzenie, przypisy i indeksy Michał Wojciechowski, Warszawa: Wydawnictwo Akademii Teologii Katolickiej 1998.
- Atanazy z Aleksandrii, Przeciw poganom, przeł., wprowadzenie, przypisy i indeksy Michał Wojciechowski, Warszawa: Wydawnictwo Uniwersytetu Kardynała Stefana Wyszyńskiego 2000.
- św. Hilary z Poitiers, Komentarz do Ewangelii św. Mateusza; Traktat o tajemnicach, tł., wstęp, oprac. Emil Stanula, Warszawa: Wydawnictwo Uniwersytetu Kardynała Stefana Wyszyńskiego 2002.
- Hilary z Poitiers, O Trójcy Świętej, przekł. Emil Stanula; przekł. przygot. do dr. i wstępem poprzedził Tadeusz Kołosowski, Warszawa: Wydawnictwo Uniwersytetu Kardynała Stefana Wyszyńskiego 2005.
- Salwian z Marsylii, Dzieła wszystkie, tł. z jęz. łac. Paulina Jakubowska, Tadeusz Kołosowski, Marta Przyszychowska; wstęp Tadeusz Kołosowski, Warszawa: Wydawnictwo Uniwersytetu Kardynała Stefana Wyszyńskiego 2010.
- Tertulian, Wybór pism. 3, wstęp Tadeusz Kołosowski; przekł. przygot. do dr. Tadeusz Kołosowski, Iwona Salamonowicz-Górska, Warszawa: Wydawnictwo Uniwersytetu Kardynała Stefana Wyszyńskiego 2007.
- Beda Czcigodny, Komentarz do Listu Jakuba = In epistulam Iacobi expositio, wstęp, przekł. i red. Dariusz Sztuk, Warszawa: Wydawnictwo Uniwersytetu Kardynała Stefana Wyszyńskiego 2013.